# 多明尼加足球甲級聯賽
多明尼加足球甲級聯賽（Liga Dominicana de Fútbol）是多明尼加足球協會舉辦的首個職業足球聯賽，共10支球隊角逐。

## 競爭格式
每支球隊都會打18場常規賽，首4支最高分球隊有資格進入季后賽。冠軍將決定淘汰賽決賽。

## 外部連結
- LDF official website （页面存档备份，存于）